# Fertile (Iowa)
Fertile é uma cidade localizada no estado americano de Iowa, no Condado de Worth.

## Demografia
Segundo o censo americano de 2000, a sua população era de 360 habitantes.
Em 2006, foi estimada uma população de 352, um decréscimo de 8 (-2.2%).

## Geografia
De acordo com o United States Census Bureau tem uma área de
2,4 km², dos quais 2,4 km² cobertos por terra e 0,0 km² cobertos por água. Fertile localiza-se a aproximadamente 367 m acima do nível do mar.

## Localidades na vizinhança
O diagrama seguinte representa as localidades num raio de 20 km ao redor de Fertile.